# Tadeusz Dąbkowski
Tadeusz Dąbkowski pseud. Wicher (ur. 17 sierpnia 1925 w Radominie, zm. 19 stycznia 2016 w Warszawie) – generał brygady WP, szef Zarządu Politycznego Dowództwa Wojsk Lotniczych i Obrony Przeciwlotniczej Obszaru Kraju (1954-1956), zastępca dowódcy Wojsk Obrony Przeciwlotniczej Obszaru Kraju ds. politycznych (1959-1962), zastępca dowódcy Wojsk Obrony Powietrznej Kraju ds. politycznych (1962-1967)

## Życiorys
Syn Stanisława (1899-1990), urzędnika i Janiny z Samwolskich (1900-1991). Od 1931 uczył się w szkołach w Łucku, gdzie pozostał również po wrześniu 1939 i w 1941 ukończył szkołę radziecką. Podczas okupacji pracował w firmie budowlano-drogowej. W marcu 1944 wstąpił do Brygady Partyzanckiej „Grunwald”, w której dowodził drużyną w stopniu kaprala. Od maja 1944, w punkcie zborczym Sumy wstąpił do Armii Polskiej tworzonej na terytorium  ZSRR. Po ukończeniu kursu w Szkole Oficerów Polityczno-Wychowawczych 1 Armii Wojska Polskiego otrzymał przydział do 21 Zapasowego Pułku Artylerii na stanowisko zastępcy dowódcy baterii do spraw polityczno-wychowawczych, a od 12 lipca 1944 zastępcy dowódcy dywizjonu do spraw polityczno-wychowawczych. Od sierpnia 1945 do lutego 1946 przebywał na szkoleniu w Wyższej Szkole Oficerów Polityczno-Wychowawczych w Warszawie. Po ukończeniu szkoły został skierowany do Centrum Wyszkolenia Artylerii w Toruniu na stanowisko wykładowcy, a od 1947 zastępcy szefa Wydziału Politycznego szkoły. W latach 1946–1947 studiował na Wydziale Prawno-Ekonomicznym Uniwersytetu Mikołaja Kopernika w Toruniu. Od września 1947 zastępca szefa Wydziału Politycznego w Oficerskiej Szkole Lotniczej w Dęblinie, a od kwietnia 1949 w Technicznej Szkole Lotniczej w Zamościu.  Od grudnia 1950 był zastępcą komendanta Technicznej Szkoły Wojsk Lotniczych do spraw politycznych.  Od października 1951 do grudnia 1952 przebywał na Kursie Doskonalenia Oficerów w Wojskowo-Politycznej Akademii im. Włodzimierza Lenina w Moskwie. Po powrocie do kraju został szefem Oddziału Organizacyjnego Zarządu Politycznego, a od listopada 1953 zastępcą szefa Zarządu Politycznego Dowództwa Wojsk Lotniczych i Obrony Przeciwlotniczej Obszaru Kraju. Od października do grudnia 1954 czasowo pełnił obowiązki zastępcy dowódcy Wojsk Lotniczych i Obrony Przeciwlotniczej Obszaru Kraju (WL i OPL OK) do spraw politycznych. Od grudnia 1954 był szefem Zarządu Politycznego Dowództwa tych wojsk, a od czerwca 1956 zastępcą szefa Zarządu Politycznego. Po utworzeniu odrębnego Dowództwa Wojsk Obrony Przeciwlotniczej Obszaru Kraju (1959) został zastępcą dowódcy tych wojsk (gen. Czesława Mankiewicza) do spraw politycznych. W latach 1953–1958 studiował zaocznie w Akademii Sztabu Generalnego WP otrzymując dyplom ukończenia wyższych studiów wojskowych. W lipcu 1961 uzyskał również tytuł magistra historii Wojskowej Akademii Politycznej. 12 lipca 1962 mianowany zastępcą dowódcy Wojsk Obrony Powietrznej Kraju ds. politycznych. W lipcu 1966 ukończył Wojskową Akademię Sztabu Generalnego Sił Zbrojnych ZSRR w Moskwie, a we wrześniu awansował do stopnia generała brygady (nominację odebrał 10 października 1966 w Belwederze z rąk przewodniczącego Rady Państwa Edwarda Ochaba). Po wydarzeniach w Wojskach OPK z czerwca 1967, które były wymierzone w ówczesne dowództwo tych wojsk złożył raport do ministra obrony narodowej z prośbą o zwolnienie go ze służby wojskowej. Jemu osobiście zarzucano wówczas wypowiedzi wyrażające sympatię wobec Izraela oraz celowe ograniczanie informacji dla aktywu WOPK, związanych z postawami środowisk żydowskich w Polsce, niezgodnych z linią partii i rządu. Od  grudnia 1967 w rezerwie.
Po zwolnieniu z WP podjął pracę naukową w Instytucie Krajów Socjalistycznych Polskiej Akademii Nauk. W 1972 uzyskał stopień doktora nauk humanistycznych na Wydziale Historycznym Uniwersytetu Warszawskiego. W latach 1980–1990 przebywał na stypendium naukowym w Akademii Nauk Białoruskiej Socjalistycznej Republiki Radzieckiej w Mińsku. W listopadzie 1990 Wyższa Komisja Atestacyjna przy Radzie Ministrów ZSRR nadała mu stopień doktora nauk humanistycznych, który został uznany w Polsce za równorzędny z dyplomem nadania polskiego stopnia naukowego doktora habilitowanego.  Od 1993  był profesorem Wyższej Szkoły Pedagogicznej im. Jana Kochanowskiego w  Kielcach, a następnie profesor Górnośląskiej Wyższej Szkoły Pedagogicznej w Mysłowicach.

## Awanse
W trakcie służby w Wojsku Polskim otrzymywał awanse na kolejne stopnie wojskowe:
- podporucznik – 1944
- porucznik – 1945
- kapitan – 1946
- major – 1948
- podpułkownik – 1953
- pułkownik – 1957
- generał brygady – 1966

## Odznaczenia
- Krzyż Kawalerski Orderu Odrodzenia Polski (1957)
- Krzyż Oficerski Orderu Odrodzenia Polski (1964)
- Srebrny Krzyż Zasługi (dwukrotnie, 1945 i 1946)
- Medal 10-lecia Polski Ludowej
- Medal „Siły Zbrojne w Służbie Ojczyzny”
- Medal Za zasługi dla obronności kraju
- inne odznaczenia